# Montagny-en-Vexin
Pour les articles homonymes, voir Montagny.
Montagny-en-Vexin est une commune française située dans le département de l'Oise en région Hauts-de-France.

## Géographie

### Localisation

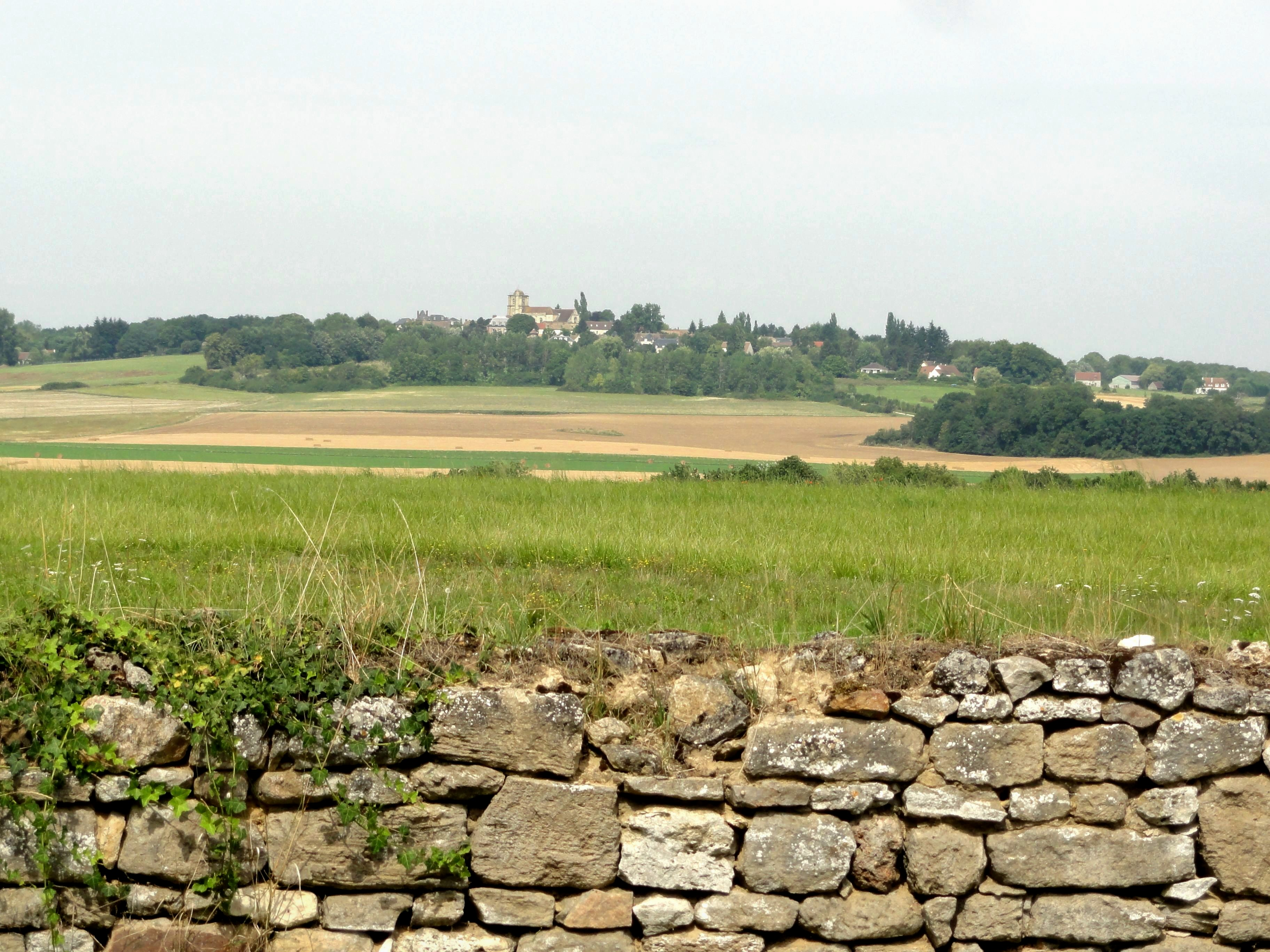
Paysage de la commune vers Montjavoult.

Située au sein du Vexin français dans l'Oise, limitrophe du Val-d'Oise et proche de l'Eure, la commune est située à 6 km de Magny-en-Vexin et à 11 km de Gisors.
Montagny est traversée par le sentier de grande randonnée GR 125.
La commune se trouve dans l'aire d'attraction de Paris, dans la zone d'emploi de Beauvais et dans le bassin de vie de Magny-en-Vexin.

### Communes limitrophes
Les communes limitrophes sont  Magny-en-Vexin, Montjavoult, Saint-Gervais et Serans.
| Montjavoult   |                   |                |
|               | Montagny-en-Vexin | Serans         |
| Saint-Gervais |                   | Magny-en-Vexin |

### Géologie et relief
La superficie de la commune est de 4,18 km2 ; son altitude varie de 87  à   203 mètres. 
La commune est au creux d'un vallon et entourée de bois, au pied de la Molière de Serans, une butte boisée.
En 1859, Jean-Baptiste Frion indiquait « Faible commune dont le territoire, qui affecte une figure ovataire, s'étend dans la plaine au midi et occupe aussi une partie de la molière ; près de la limite occidentale surgit une source appelée la Fontaine-au-Diable, dont l'eau s'écoule sur le territoire
de Montjavoult ».

### Hydrographie

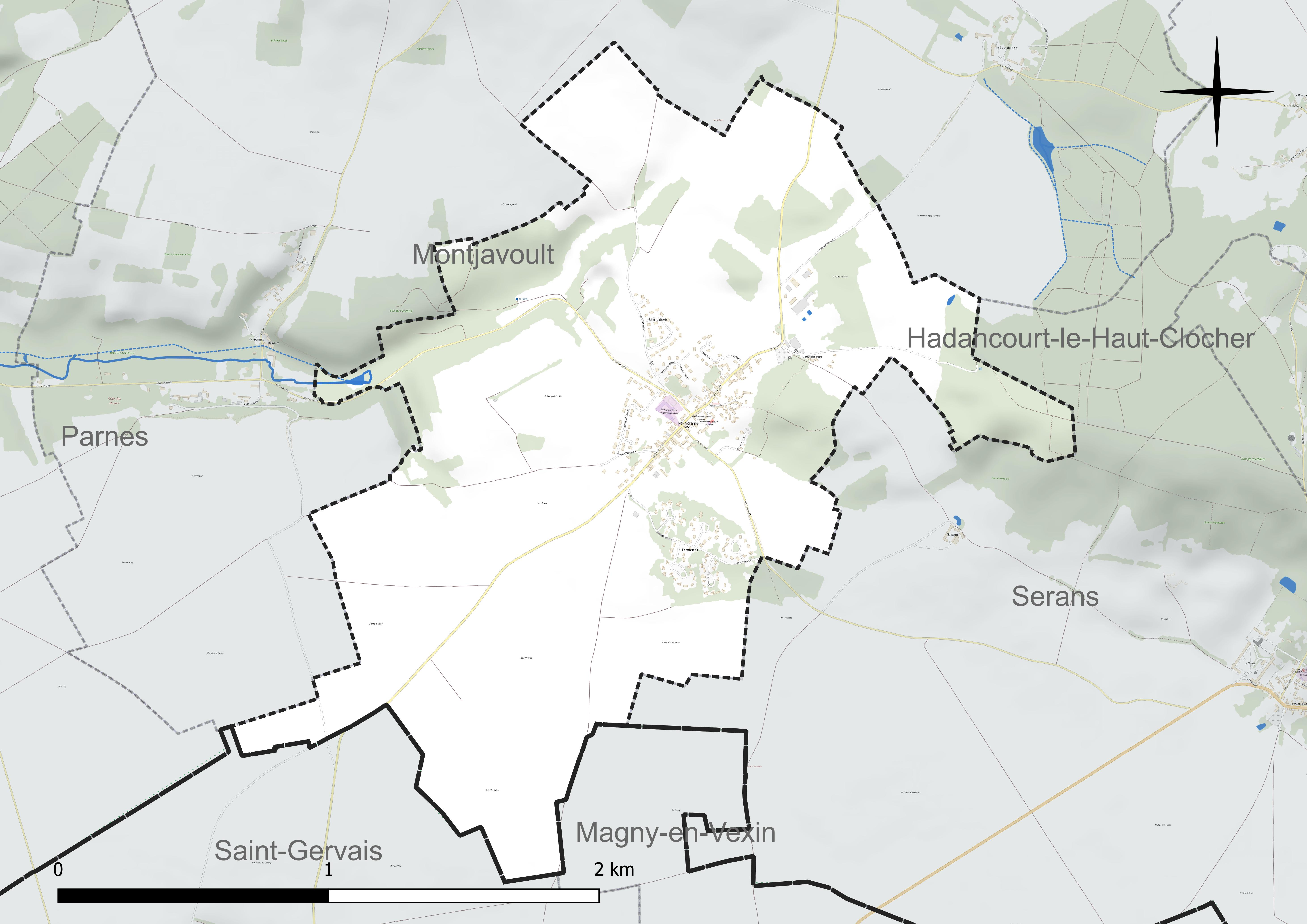
Réseau hydrographique de Montagny-en-Vexin.

La commune est située dans le bassin Seine-Normandie. 
Elle est drainée par le cours d'eau 01 de la commune de Montagny-en-Vexin,.
La source du Coudron se trouve en limite de Montjavoult. Des bassins et pujits d'infiltration assurent le drainage des lotissements.

### Climat
Pour des articles plus généraux, voir Climat des Hauts-de-France et Climat de l'Oise.
En 2010, le climat de la commune est de type climat océanique dégradé des plaines du Centre et du Nord, selon une étude du CNRS s'appuyant sur une série de données couvrant la période 1971-2000. En 2020, Météo-France publie une typologie des climats de la France métropolitaine dans laquelle la commune est exposée à un climat océanique et est dans la région climatique  Sud-ouest du bassin Parisien, caractérisée par une faible pluviométrie, notamment au printemps (120 à 150 mm) et un hiver froid (3,5 °C). 
Pour la période 1971-2000, la température annuelle moyenne est de 10,4 °C, avec une amplitude thermique annuelle de 14,4 °C. Le cumul annuel moyen de précipitations est de 762 mm, avec 11,8 jours de précipitations en janvier et 8,6 jours en juillet. Pour la période 1991-2020, la température moyenne annuelle observée sur la station météorologique la plus proche, située sur la commune de Jaméricourt à 13 km à vol d'oiseau, est de 11,0 °C et le cumul annuel moyen de précipitations est de 695,7 mm,. Pour l'avenir, les paramètres climatiques de la commune estimés pour 2050 selon différents scénarios d'émission de gaz à effet de serre sont consultables sur un site dédié publié par Météo-France en novembre 2022.

## Urbanisme

### Typologie
Au 1er janvier 2024, Montagny-en-Vexin est catégorisée commune rurale à habitat dispersé, selon la nouvelle grille communale de densité à sept niveaux définie par l'Insee en 2022.
Elle est située hors unité urbaine. Par ailleurs la commune fait partie de l'aire d'attraction de Paris, dont elle est une commune de la couronne,. 

### Occupation des sols

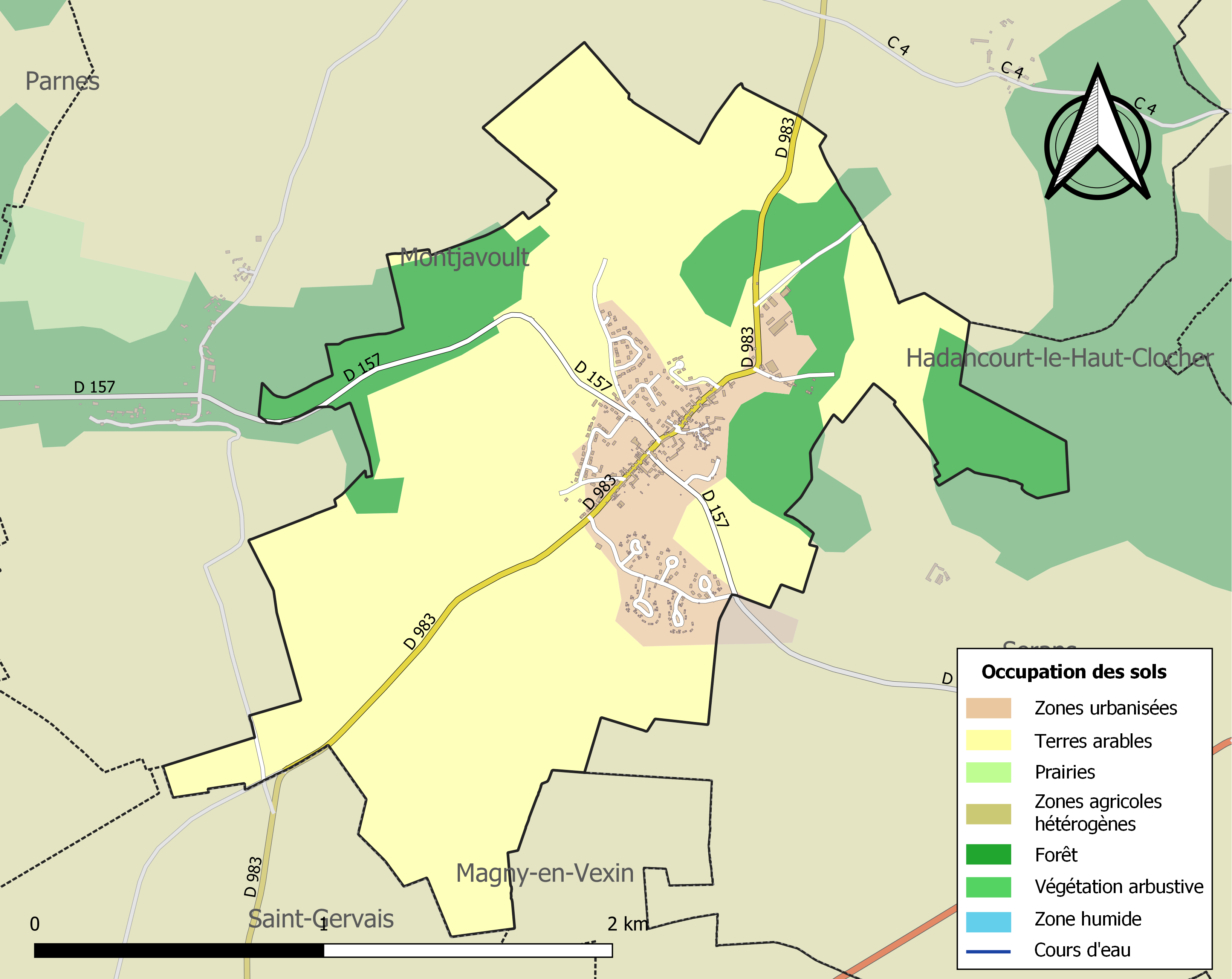
Carte des infrastructures et de l'occupation des sols de la commune en 2018 (CLC).

L'occupation des sols de la commune, telle qu'elle ressort de la base de données européenne d'occupation biophysique des sols Corine Land Cover (CLC), est marquée par l'importance des territoires agricoles (70,4 % en 2018), une proportion identique à celle de 1990 (70,4 %). 
La répartition détaillée en 2018 est la suivante : terres arables (70,4 %), forêts (18,6 %), zones urbanisées (11,1 %). 
L'évolution de l'occupation des sols de la commune et de ses infrastructures peut être observée sur les différentes représentations cartographiques du territoire : la carte de Cassini (XVIIIe siècle), la carte d'état-major (1820-1866) et les cartes ou photos aériennes de l'IGN pour la période actuelle (1950 à aujourd'hui).

### Morphologie du village
Montagny-en-Vexin est un village périurbain marqué par la présence de plusieurs lotissements (La Maladrerie, le Bocquet Boulie, Le Parc, Les Fermettes. 
Une zone d'activités se trouve au nord-est du village.

### Habitat et logement
En 2021, le nombre total de logements dans la commune était de 274, alors qu'il était de 262 en 2016 et de 241 en 2011. 
Parmi ces logements, 90,4 % étaient des résidences principales, 5,3 % des résidences secondaires et 4,3 % des logements vacants. Ces logements étaient pour 96,6 % d'entre eux des maisons individuelles et pour 2,7 % des appartements. 
Le tableau ci-dessous présente la typologie des logements à Montagny-en-Vexin en 2021 en comparaison avec celle de l'Oise et de la France entière. Une caractéristique marquante du parc de logements est ainsi une proportion de résidences secondaires et logements occasionnels (5,3 %) supérieure à celle du département (2,4 %) mais inférieure à celle de la France entière (9,7 %). 
| Typologie                                               | Montagny-en-Vexin | Oise | France entière |
| ------------------------------------------------------- | ----------------- | ---- | -------------- |
| Résidences principales (en %)                           | 90,4              | 90,5 | 82,2           |
| Résidences secondaires et logements occasionnels (en %) | 5,3               | 2,4  | 9,7            |
| Logements vacants (en %)                                | 4,3               | 7    | 8,1            |

### Voies de communication et transports
Montagny-en-Vexin est desservie du nord au sud-ouest par l'ancienne route nationale 183 (actuelle RD 983) qui lui donne un accès aisé à Magny-en-Vexin et à l'ancienne Route nationale 141 vers Cergy-Pontoise. La RD 157 est elle orientée est-ouest.
La commune est desservie, en 2023, par les lignes 605, 6106, 6133 et 6136 du réseau interurbain de l'Oise.

## Toponymie
Le nom de la localité est attesté sous les formes Montegni (1220) ; Montagni (1270) ; ecclesia sancti Petri de Monteigniaco (XIIIe) ; Montaigny (1544) ; in ecclesia de Monteagny (1595) ; Montagny (1840) ; Montagny-en-Vexin (XIXe).
Montagny vient de « Montaniacum », domaine "-acum" d'un gallo-romain du nom de Montanius[réf. nécessaire].
Le Vexin est une ancienne province et une région naturelle de France, qui se situe dans le nord-ouest de l'Île-de-France et pour une petite partie dans les Hauts-de-France, étendue sur les départements du Val-d'Oise, des Yvelines et de l'Oise.
La commune, instituée par la Révolution française sous le nom de Montagny prend en 1897 celui de Montagny-en-Vexin.

## Histoire

### Antiquité
Les lieux sont occupés depuis l'époque gallo-romaine.

### Moyen Âge
Monagny se trouve sur un ancien chemin de Compostelle.

### Temps modernes
Face à l'église, se trouvent les ruines du château détruit pendant les Guerres de Religion. Un nouveau château est construit vers 1775 à côté de l'ancien édifice.  
Le village et les terres sont vendues a ses habitants par le comte de Boury-en-Vexin en 1788, Pour cette vente on établit le terrier de Montagny . Ce plan terrier a servi de référence sous la Révolution française pour décider l'établissement systématique d'un cadastre pour toutes les communes de France.
Les habitants étaient rattachés jusqu'en 1788 de la paroisse de Montjavoult, et ne formeront une paroisse distincte que par une décision du cardinal Dominique de la Rochefoucault.

### Époque contemporaine
En 1822, le château et son parc sont vendus, puis détruits en 1835ref name="Frion"/>.
En 1827, on trouve dans le territoire communal deux carrières et une tuilerie.
En 1859, la commune est propriétaire du presbytère et d'une école. On  y compte 61 maisons, dont plus de la moitié sont couvertes de tuiles (les autres sont sans doute des chaumières).
Montagny est l'un des premiers villages alimenté en eau potable grâce à une éolienne Bollée aujourd'hui détruite.

## Politique et administration

### Rattachements administratifs et électoraux

#### Rattachements administratifs
La commune se trouve dans l'arrondissement de Beauvais du département de l'Oise.  
Elle faisait partie depuis 1801 du canton de Chaumont-en-Vexin. Dans le cadre du redécoupage cantonal de 2014 en France, cette circonscription administrative territoriale a disparu, et le canton n'est plus qu'une circonscription électorale.

#### Rattachements électoraux
Pour les élections départementales, la commune fait partie depuis 2014 d'un nouveau canton de Chaumont-en-Vexin porté de 37 à 73 communes.
Pour l'élection des députés, elle fait partie de la deuxième circonscription de l'Oise.

### Intercommunalité
Montagny-en-Vexin est membre de la communauté de communes du Vexin-Thelle, un établissement public de coopération intercommunale (EPCI) à fiscalité propre créé en 2000 et auquel la commune avait transféré un certain nombre de ses compétences, dans les conditions déterminées par le code général des collectivités territoriales.

### Liste des maires
| Période                                  | Période                       | Identité           | Étiquette | Qualité                                                                         |
| ---------------------------------------- | ----------------------------- | ------------------ | --------- | ------------------------------------------------------------------------------- |
| Les données manquantes sont à compléter. |                               |                    |           |                                                                                 |
|                                          |                               |                    |           |                                                                                 |
| juin 1995                                | mars 2014                     | Jean-Pierre Gilles |           | Agriculteur retraité Président-fondateur du centre social rural du Vexin-Thelle |
| mars 2014                                | En cours (au 23 janvier 2025) | Loïc Taillebrest   | DVG       | Musicien Vice-président de la CC du Vexin-Thelle (2020 → )                      |

## Équipements et services publics

### Enseignement
Les enfants de la commune sont scolarisés au groupe scolaire Jean-de-La-Fontaine.
Ils poursuivent leurs études au collège Saint-Exupéry et aux lycées de Gisors ou de Beauvais.

### Équipements culturels
La commune dispose d'une bibliothèque.

### Postes et télécommunications
La commune dispose d'une agence postale communale.

## Population et société

### Démographie
L'évolution du nombre d'habitants est connue à travers les recensements de la population effectués dans la commune depuis 1793. Pour les communes de moins de 10 000 habitants, une enquête de recensement portant sur toute la population est réalisée tous les cinq ans, les populations de référence des années intermédiaires étant quant à elles estimées par interpolation ou extrapolation. Pour la commune, le premier recensement exhaustif entrant dans le cadre du nouveau dispositif a été réalisé en 2007.

En 2022, la commune comptait 676 habitants, en évolution de +0,9 % par rapport à 2016 (Oise : +0,87 %, France hors Mayotte : +2,11 %).
| 1793 | 1800 | 1806 | 1821 | 1831 | 1836 | 1841 | 1846 | 1851 |
| ---- | ---- | ---- | ---- | ---- | ---- | ---- | ---- | ---- |
| 158  | 248  | 244  | 251  | 262  | 263  | 263  | 230  | 235  |

| 1856 | 1861 | 1866 | 1872 | 1876 | 1881 | 1886 | 1891 | 1896 |
| ---- | ---- | ---- | ---- | ---- | ---- | ---- | ---- | ---- |
| 227  | 206  | 194  | 197  | 203  | 190  | 184  | 181  | 189  |

| 1901 | 1906 | 1911 | 1921 | 1926 | 1931 | 1936 | 1946 | 1954 |
| ---- | ---- | ---- | ---- | ---- | ---- | ---- | ---- | ---- |
| 200  | 196  | 201  | 194  | 166  | 160  | 161  | 169  | 171  |

| 1962 | 1968 | 1975 | 1982 | 1990 | 1999 | 2006 | 2007 | 2012 |
| ---- | ---- | ---- | ---- | ---- | ---- | ---- | ---- | ---- |
| 170  | 162  | 242  | 376  | 528  | 554  | 528  | 524  | 640  |

| 2017 | 2022 | - | - | - | - | - | - | - |
| ---- | ---- | - | - | - | - | - | - | - |
| 669  | 676  | - | - | - | - | - | - | - |

#### Pyramide des âges
La population de la commune est relativement jeune.
En 2018, le taux de personnes d'un âge inférieur à 30 ans s'élève à 36,7 %, soit en dessous de la moyenne départementale (37,3 %). À l'inverse, le taux de personnes d'âge supérieur à 60 ans est de 16,8 % la même année, alors qu'il est de 22,8 % au niveau départemental.
En 2018, la commune comptait 338 hommes pour 335 femmes, soit un taux de 50,22 % d'hommes, légèrement supérieur au taux départemental (48,89 %).
Les pyramides des âges de la commune et du département s'établissent comme suit.
| Hommes | Classe d’âge | Femmes |
| ------ | ------------ | ------ |
| 0,0    | 90 ou +      | 0,6    |
| 3,6    | 75-89 ans    | 2,7    |
| 13,9   | 60-74 ans    | 12,9   |
| 22,6   | 45-59 ans    | 21,9   |
| 22,0   | 30-44 ans    | 26,4   |
| 11,0   | 15-29 ans    | 16,5   |
| 26,9   | 0-14 ans     | 19,0   |

| Hommes | Classe d’âge | Femmes |
| ------ | ------------ | ------ |
| 0,5    | 90 ou +      | 1,4    |
| 5,5    | 75-89 ans    | 7,6    |
| 15,6   | 60-74 ans    | 16,3   |
| 20,8   | 45-59 ans    | 20     |
| 19,4   | 30-44 ans    | 19,4   |
| 17,6   | 15-29 ans    | 16,2   |
| 20,6   | 0-14 ans     | 19,1   |

### Manifestations culturelles et festivités
Le festival « Les jARTdins de Montagny » présente durant le week-end de la Pentecôte une exposition de plasticiens, sculpteurs et peintres dans les jardins et lieux publics,,.

### Vie associative
L'association culturelle et artistique de Montagny (ACAM) contribue à la vie culturelle locale et organise des concerts pour aider à la réhabilitation de l'église.

## Économie
Dans la zone industrielle de la Molière sont installées les entreprises suivantes : AM2C, CREATIM, Éts MICHEL, MATELP et Tôlerie Industrielle de Montagny[Quand ?].[réf. nécessaire]
Un atelier de facteur de pianos, spécialisé dans la restauration d'instruments anciens, est implanté à Montagny depuis 2005

## Culture locale et patrimoine

### Lieux et monuments
Montagny-en-Vexin ne compte aucun monument historique classé ou inscrit sur son territoire.
On peut néanmoins remarquer :
- Église Saint-Jacques-et-Saint-Christophe, du XVIe siècle, constituée d'une nef de cinq travées poursuivie d'une une abside pentagonale. Les voûtes sont formées d’ogives à profil prismatique retombant par pénétration directe sur des pilastres en forte saillie et disposent d'une petite clé ornée.

Le clocher, très élégant, de style Renaissance a un premier étage carré percé sur chaque face d’une baie en plein cintre décorée d’une coquille Saint-Jacques en partie supérieure et son second étage est un petit lanternon octogonal coiffé d’une pyramide circulaire.
A l'intérieur se trouvent les fragments L’église conserve d’importants fragments d’un très beau retable en pierre du XVIe siècle représentant la Passion du Christ
L'église portait initialement le vocable de Saint-Christophe. Celui de Saint-Jacques lui a été adjoint pour rappeler  le souvenir de la chapelle disparue du château.
En mauvais état, des conscerts et spectacles y sont organisés pour aider à financer ses travaux de réhabilitation.

L'église  Saint-Jacques-et-Saint-Christophe
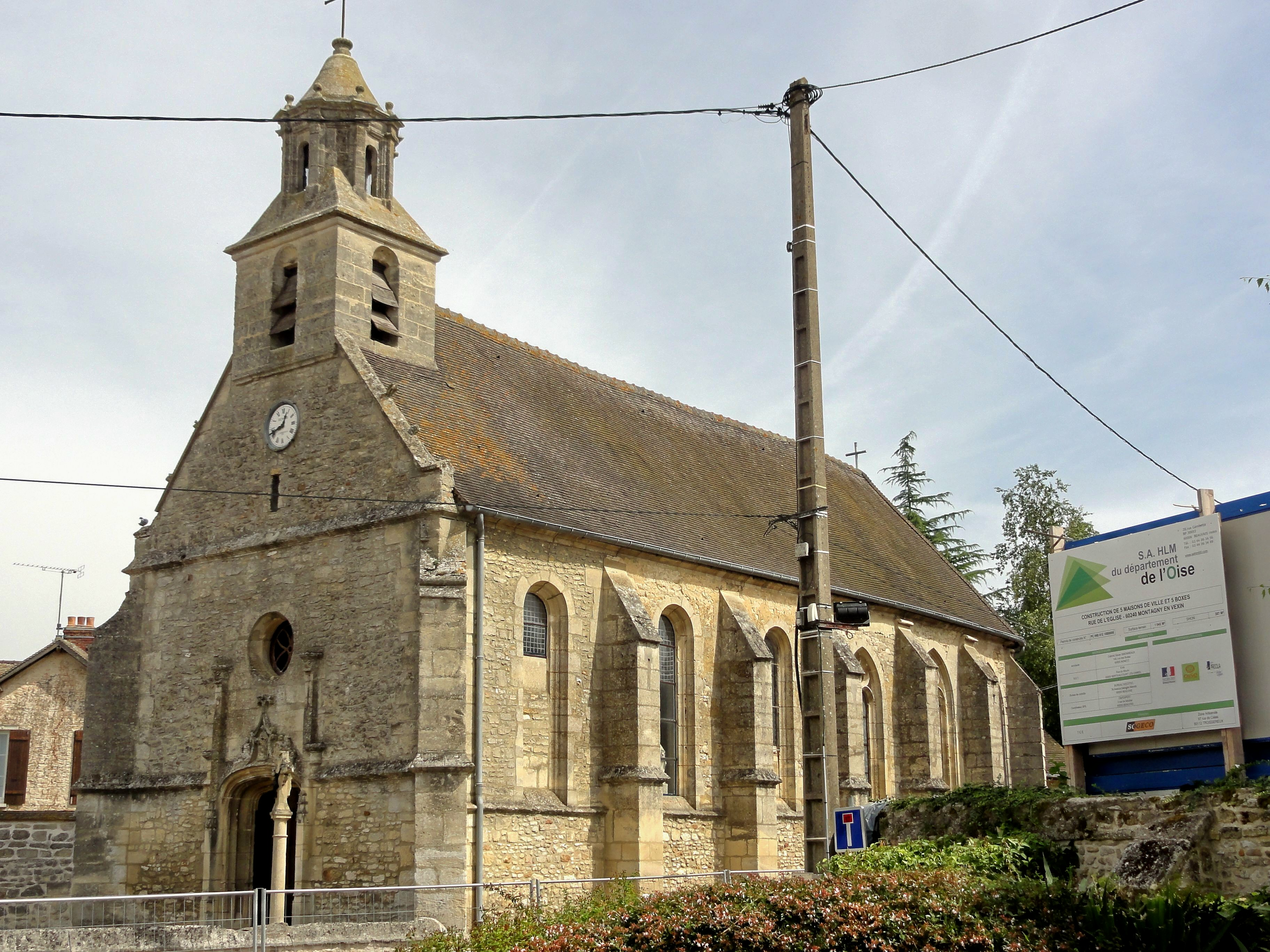
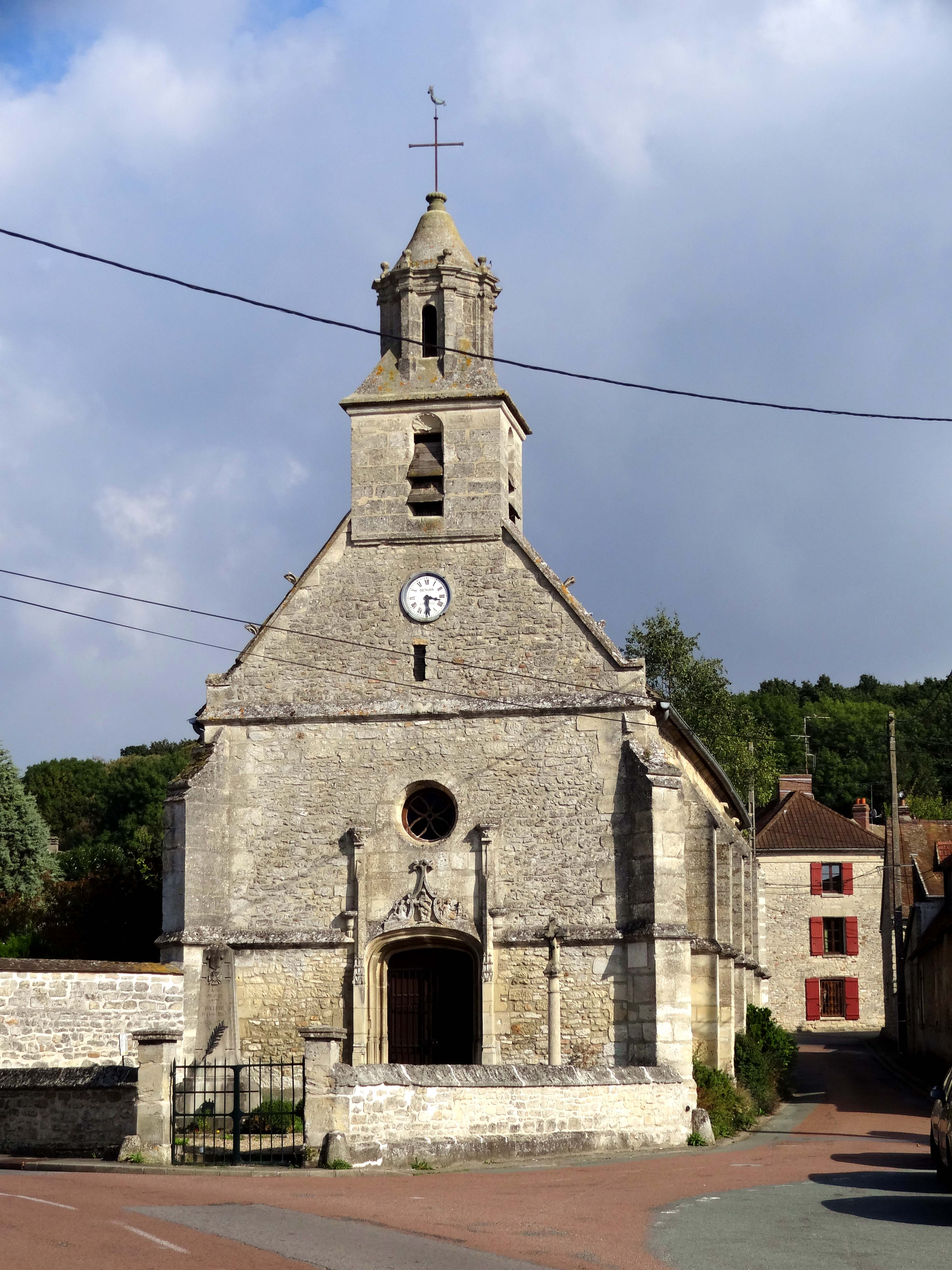
Façade.
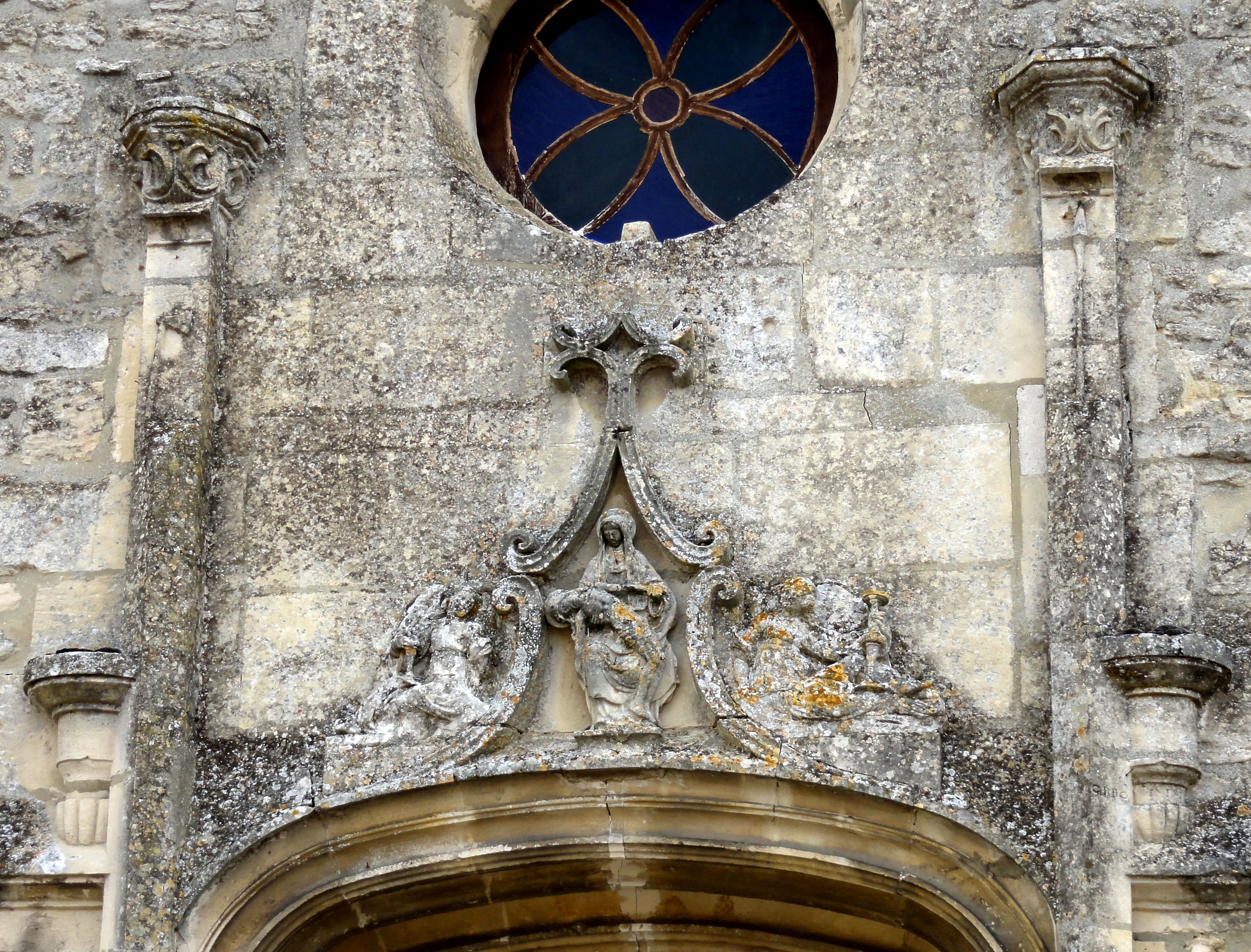
Décoration Renaissance du portail.
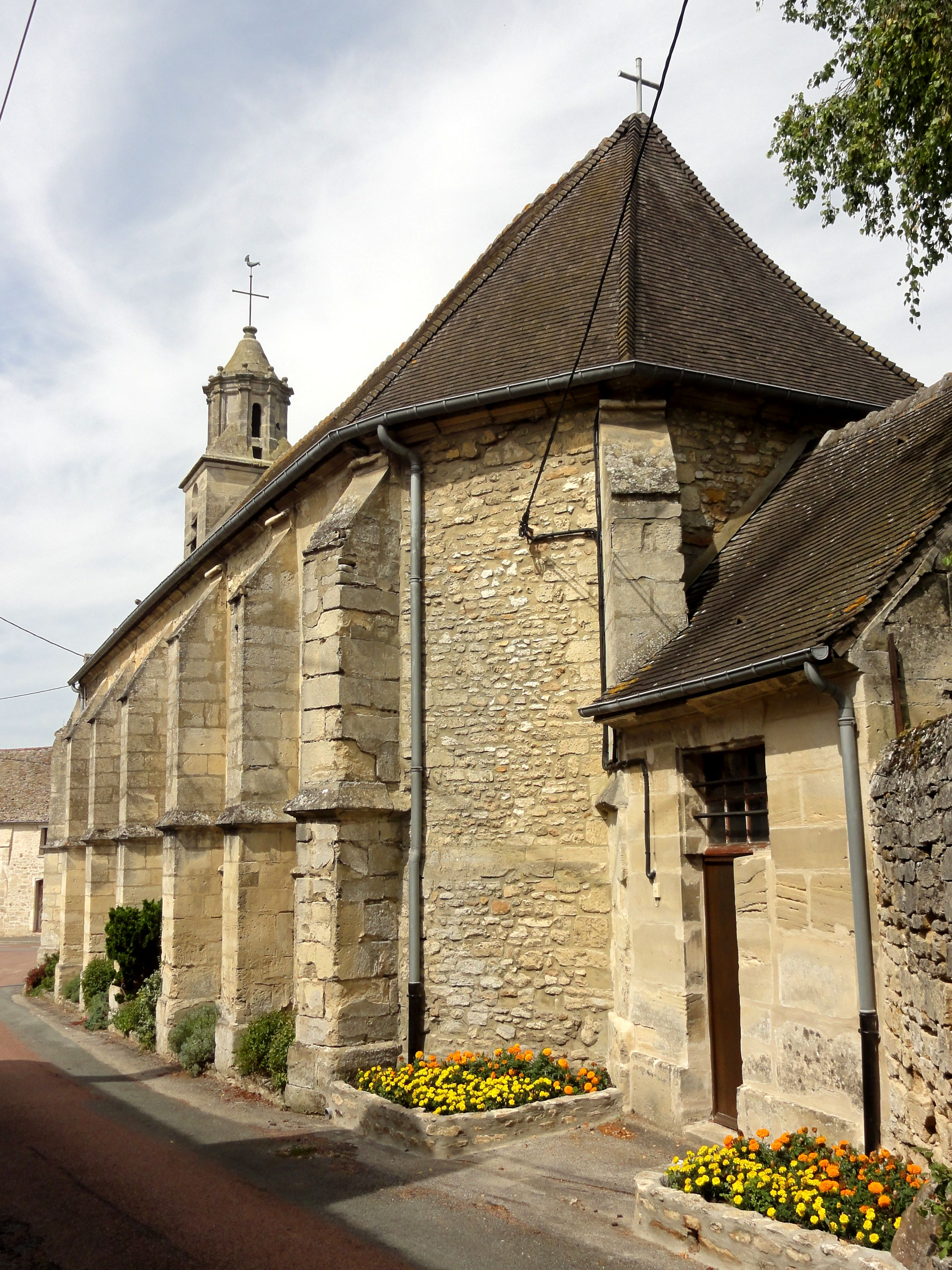
Chevet.

- Calvaire de la place de la Mairie.
- Route touristique du Vexin.
- Carrière de pierre.
- Promenade du Petit-Bois.

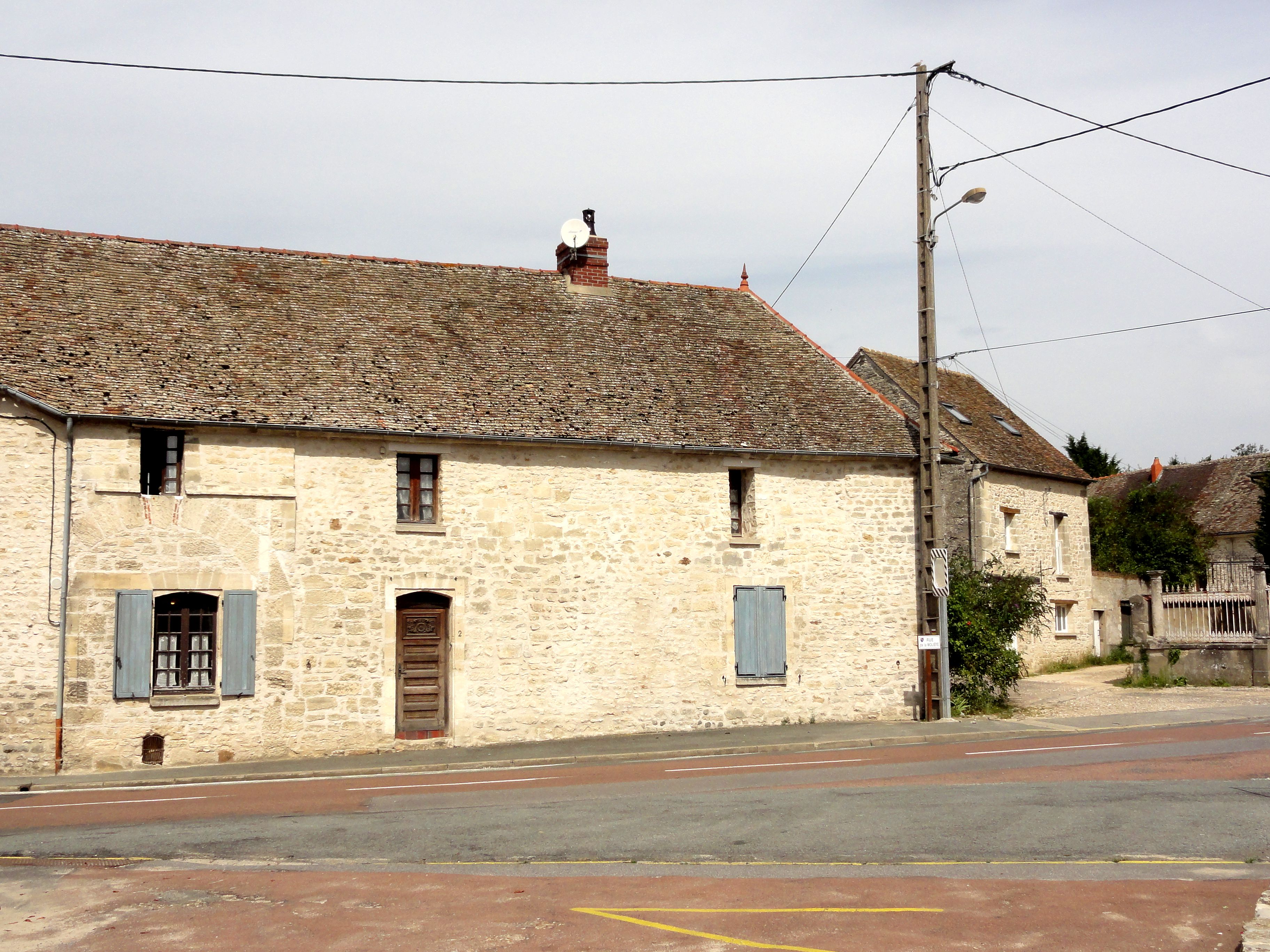
Maison ancienne, rue Molière.
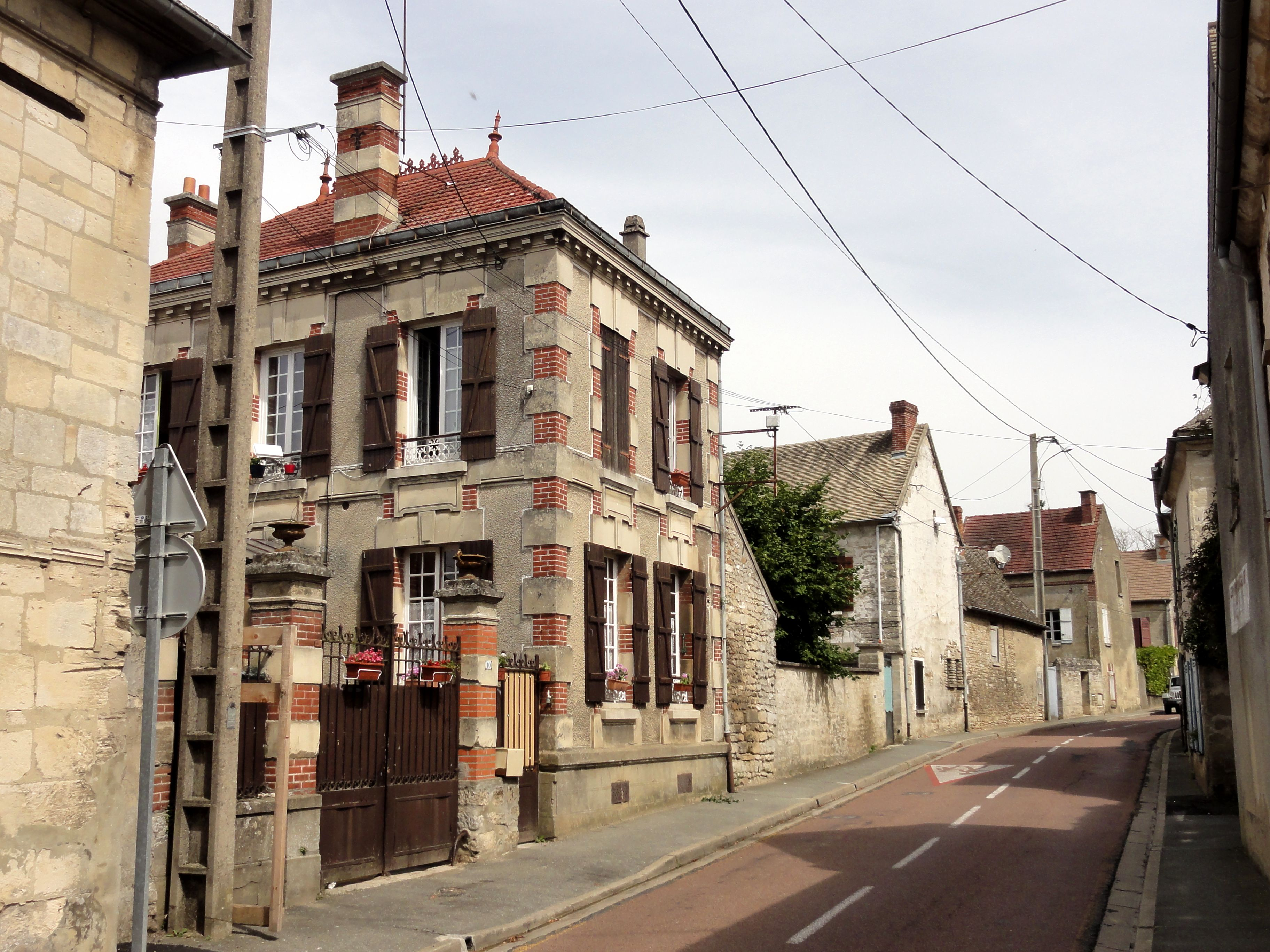
Maison bourgeoise,  rue Molière.
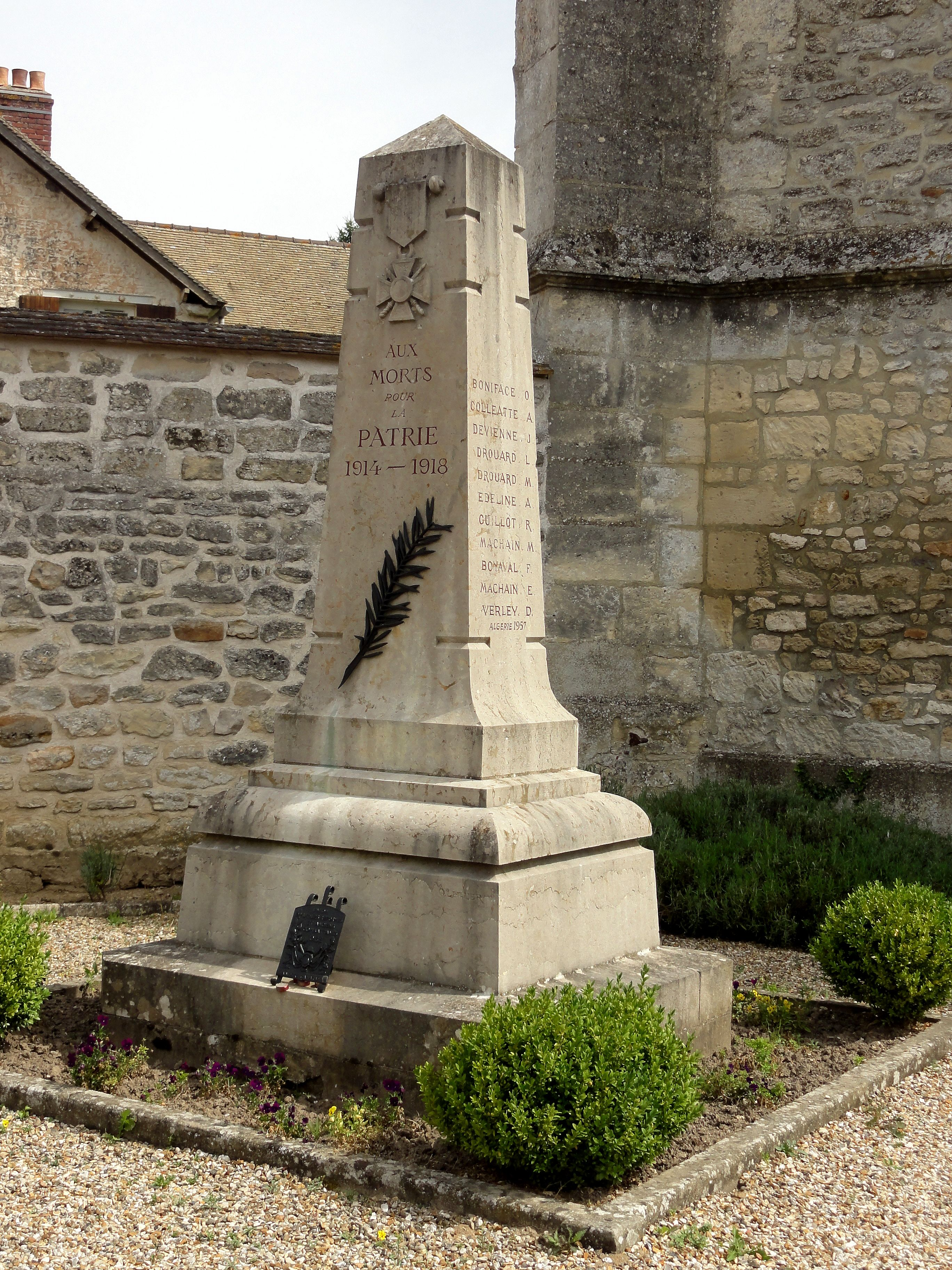
Monument aux morts.
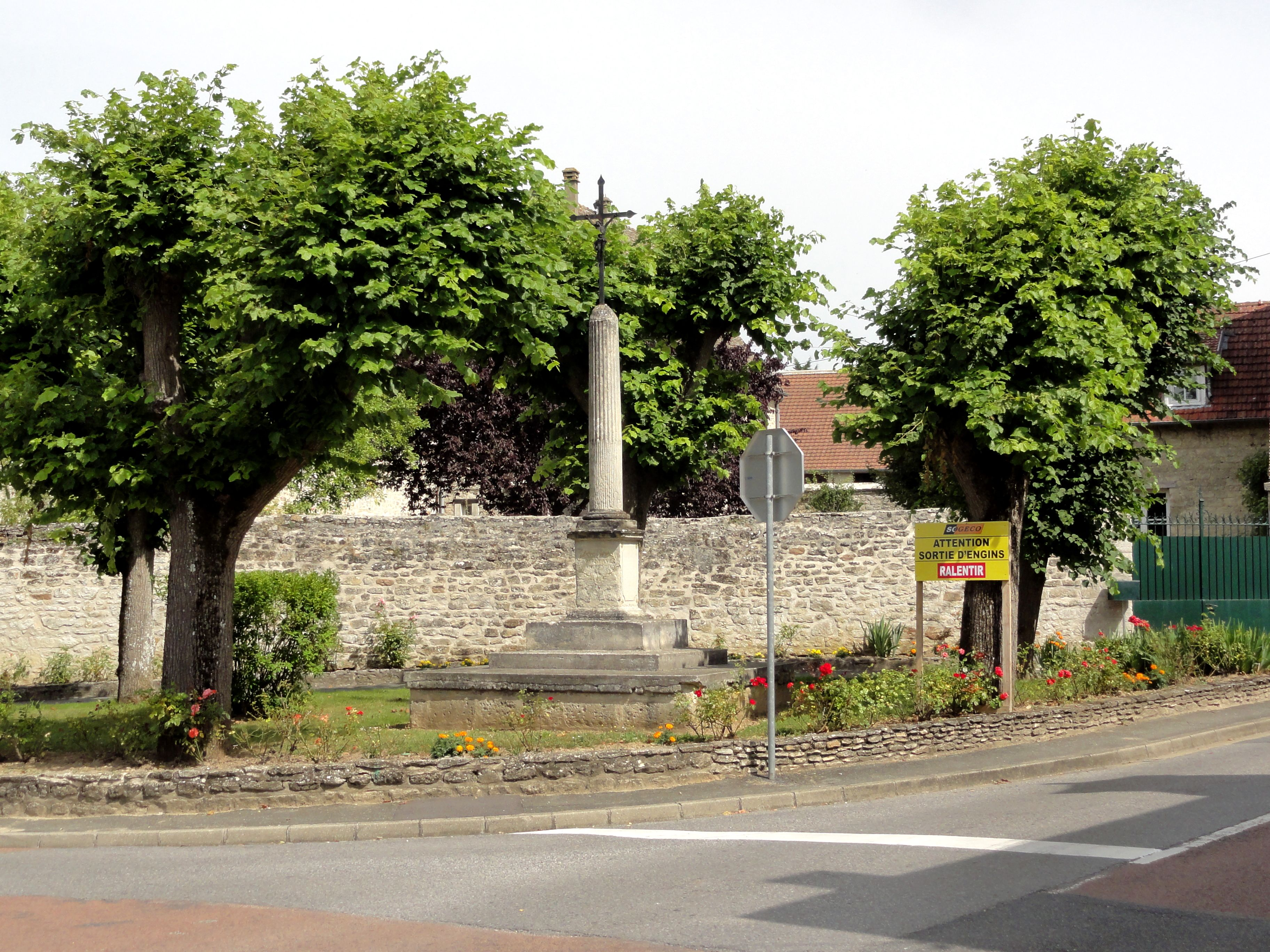
Calvaire de la place de la Mairie.

### Personnalités liées à la commune
- Le grand-père maternel de l'architecte Louis Le Vau était maréchal-ferrant à Montagny-en-Vexin[39],[4].

- Jacques Lecoq (1921-1999), comédien, metteur en scène, chorégraphe et pédagogue français, a vécu au village[40].

- Loïc Taillebrest (1961- ) est un musicien français. Il a notamment joué avec Soldat Louis, Hugues Aufray, Manau, I Muvrini Cheb Mami, Bonnie Tyler, Wasis Diop, Sting, Mike Oldfield, Djura, Penumbra. Il est maire de la commune depuis 2014.

### Héraldique
| Blason de Montagny-en-Vexin | Blason  | D'azur à la bande d'argent chargée de trois coquilles de gueules. |
| Blason de Montagny-en-Vexin | Détails | Le statut officiel du blason reste à déterminer.                  |

## Pour approfondir